# ハンド・イン・ハンドの会
ハンド・イン・ハンドの会とは、離婚に悩む人や、ひとり親家庭（とくに母子家庭）の情報交換・交流のための全国ネットワーク。代表は元参議院議員の円より子。主催は株式会社現代家族問題研究所。2008年現在、会員数は約600人。

## 設立経緯
- 1981年よりジャーナリストで家族問題や家族社会学を研究していた円より子が始める。
- 設立当時は、離婚に対する社会的偏見が強かった。北欧や欧米における、権利としての離婚を調査していた円より子が、日本でも離婚を「その人の生き方の一つ」として選択できるようにとの趣旨を掲げ、情報提供やネットワーク作りを始める。
- 日本における女性の権利運動（ウーマンリブ）の流れを担う。

## 名前の由来
- 「ハンド・イン・ハンド」とは「手に手をとって」という意味。同じ悩みを抱える人が手を取り合って、「離婚」を自分らしく生きるためのきっかけの一つとして捉え、ともに前向きな一歩を踏み出そうという意味がこめられている。

## 活動実績
- 『離婚するにせよ、しないにせよ、離婚後のことをしっかりと意識した上で 「離婚」を考えることは、自分の生き方や家族のあり方を見つめなおすきっかけになると』の考えに立ち、離婚やひとり親家庭に関する情報を提供、同じ悩みを持つ人同士での交流を行なう。
- 会報誌「Hand in Hand」の発行（隔月刊）
- 離婚＆母子家庭お役立ちセミナー（東京、毎月開催）
- ニコニコ離婚講座（大阪、隔月開催）
- 離婚と母子の110番（無料電話相談）